# Мазетул
Мазетул (Мезетул, Мезотол) (*д/н — після 203 до н. е.) — фактичний правитель племінного союзу массіліїв (Східна Нумідія) в 206—205 роках до н. е.

## Життєпис
Ймовірно син Нарбаала та доньки Гамількара Барки. Тривалий час перебував на карфагенській службі. 207 року до н. е. після смерті царя Езалка вирішив повернутися до массіліїв. Цьому сприяло, що навий цар Капусса не мав значної підтримки серед знаті. Більш суттєвий суперник — Масинісса — перебував на Піренейському півострові.
206 року до н. е. підняв відкрите повстання проти Капусси, якого переміг та повалив. Новим царем зробив молодшого брата останнього — Лакумаза. Сам Мазетул одружився з матір'ю цього царя, перебравши фактичну владу. Уклав союз із Сіфаксом, царем масесіліїв. У 205 році до н. е. після повернення Масинісси виступив проти нього, але у битві біля Тапсу, попри численну перевагу, зазнав нищівної поразки.
Втік до Сіфакса. У 203 році до н. е. з дозволу Масинісси повернувся до Нумідії. 202 року до н. е. брав участь у битві при Замі на боці римлян на чолі 1 тис. вершників. Після завершення Другої Пунічної війни мешкав як приватна особа.